# Machern
Machern település Németországban, azon belül Szászország tartományban. Lakosainak száma 6756 fő (2023. december 31.). Machern Jesewitz, Thallwitz, Bennewitz, Brandis, Borsdorf és Taucha községekkel határos.

## Fekvése
Lipcse keleti szomszédjában fekvő település.

## Leírása
A település nevezetessége a hatalmas, 1760-ban létesített angol stílusú parkjáról és 16. századi többszörösen átalakított barokk-rokokó stílusú kastélyáról híres.

## Nevezetességek
- Kastély -16. századból való.
- Parkja- 1760-ban létesült angol stílusban.

## Galéria

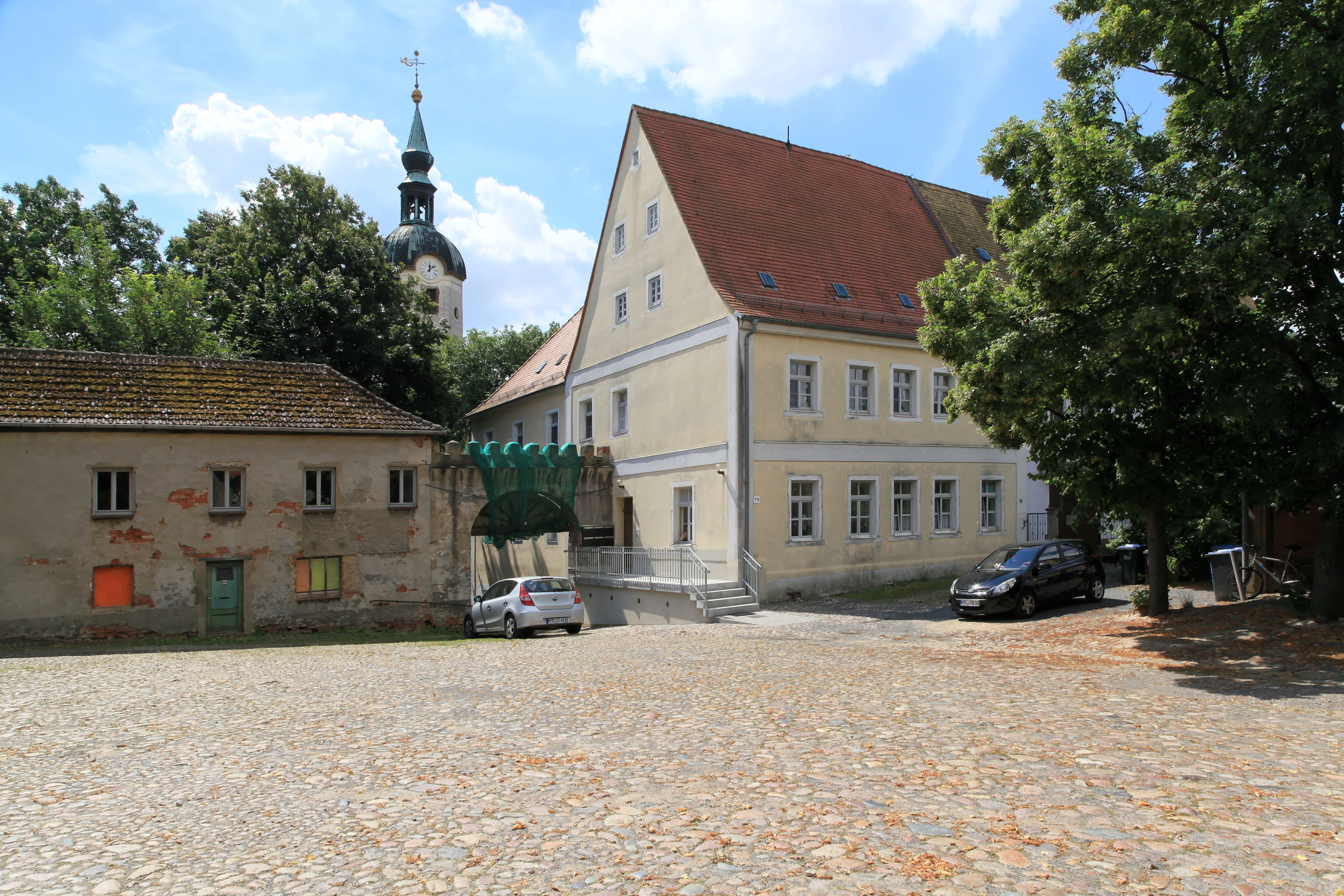
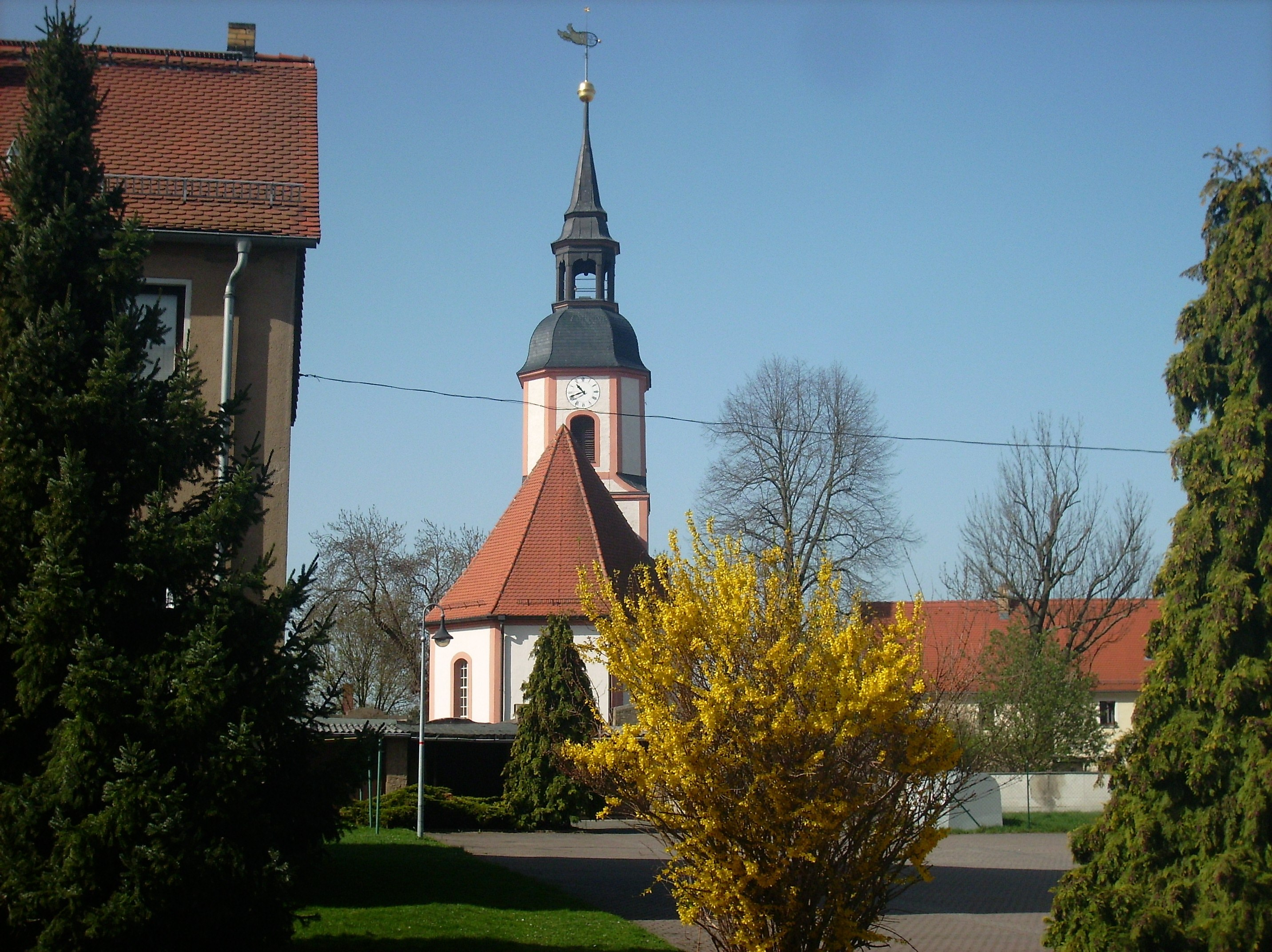
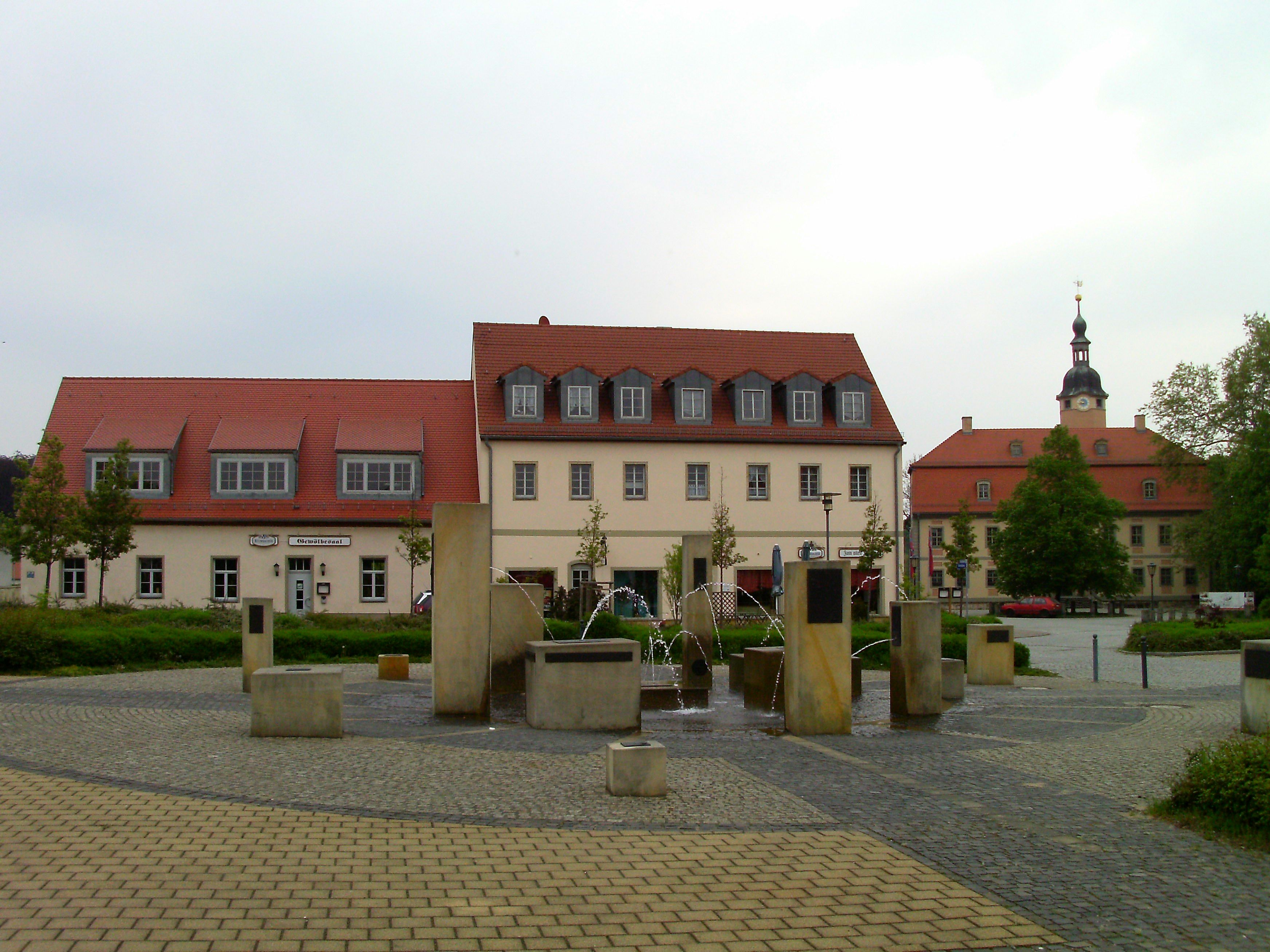
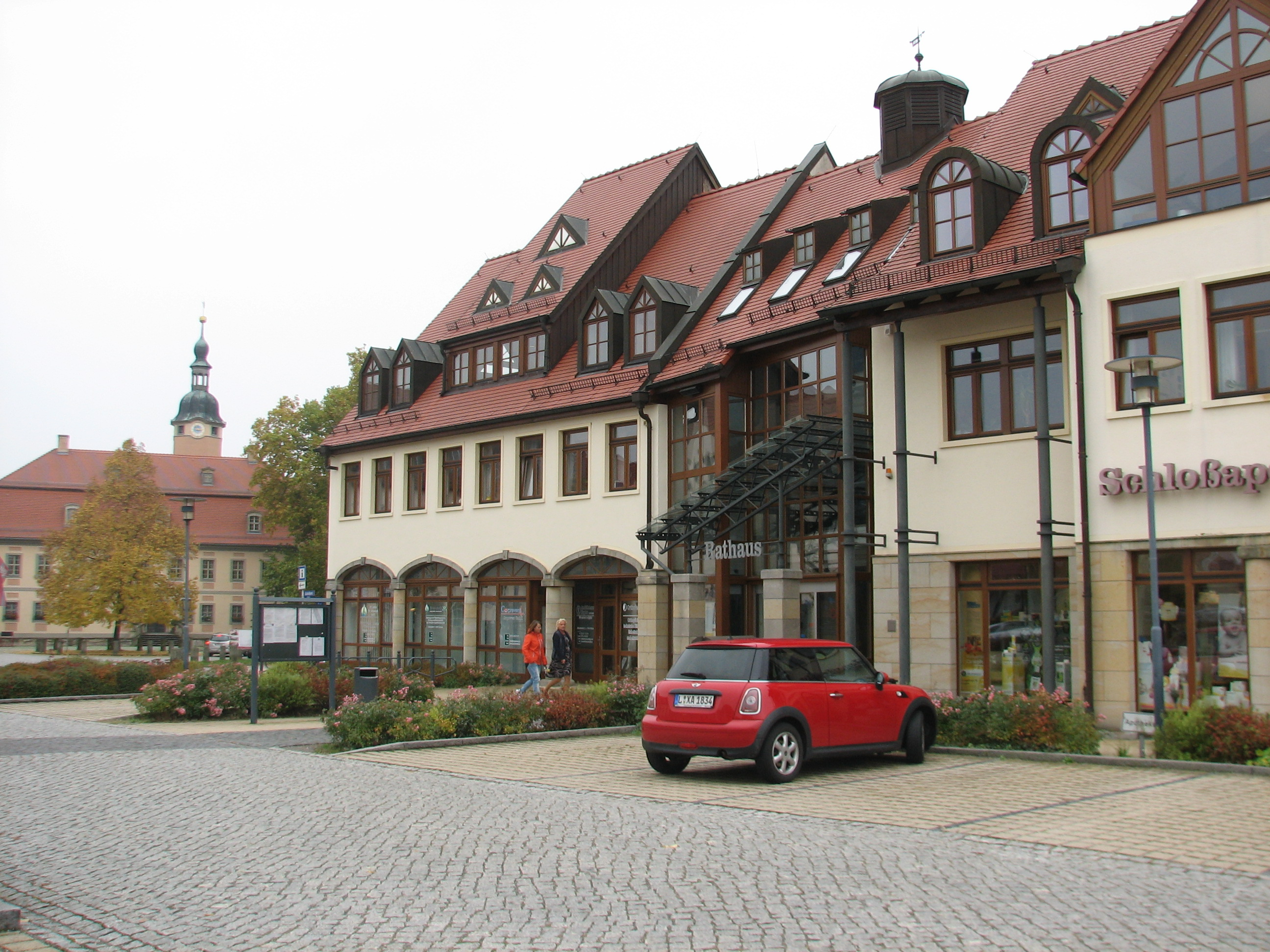
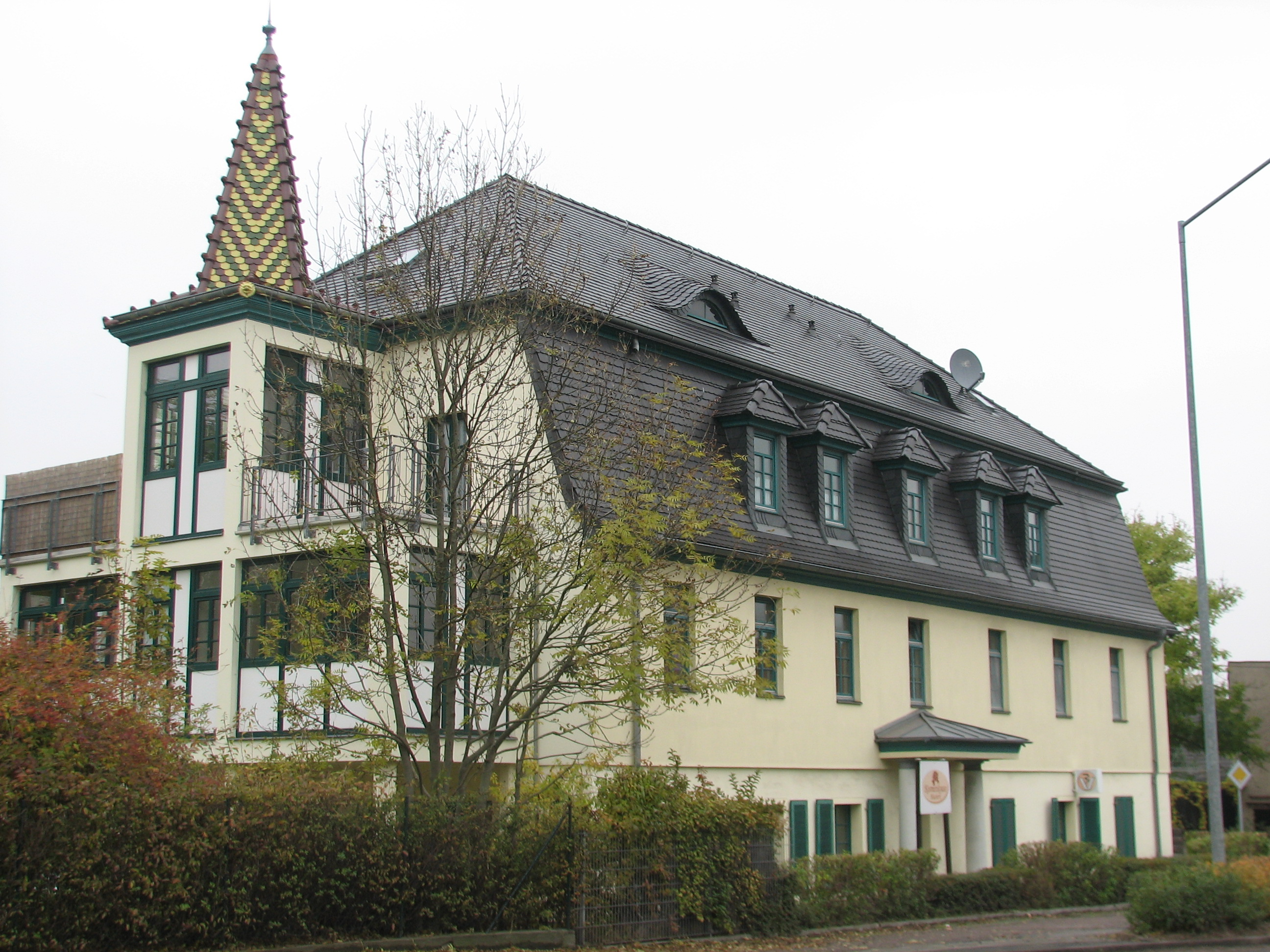
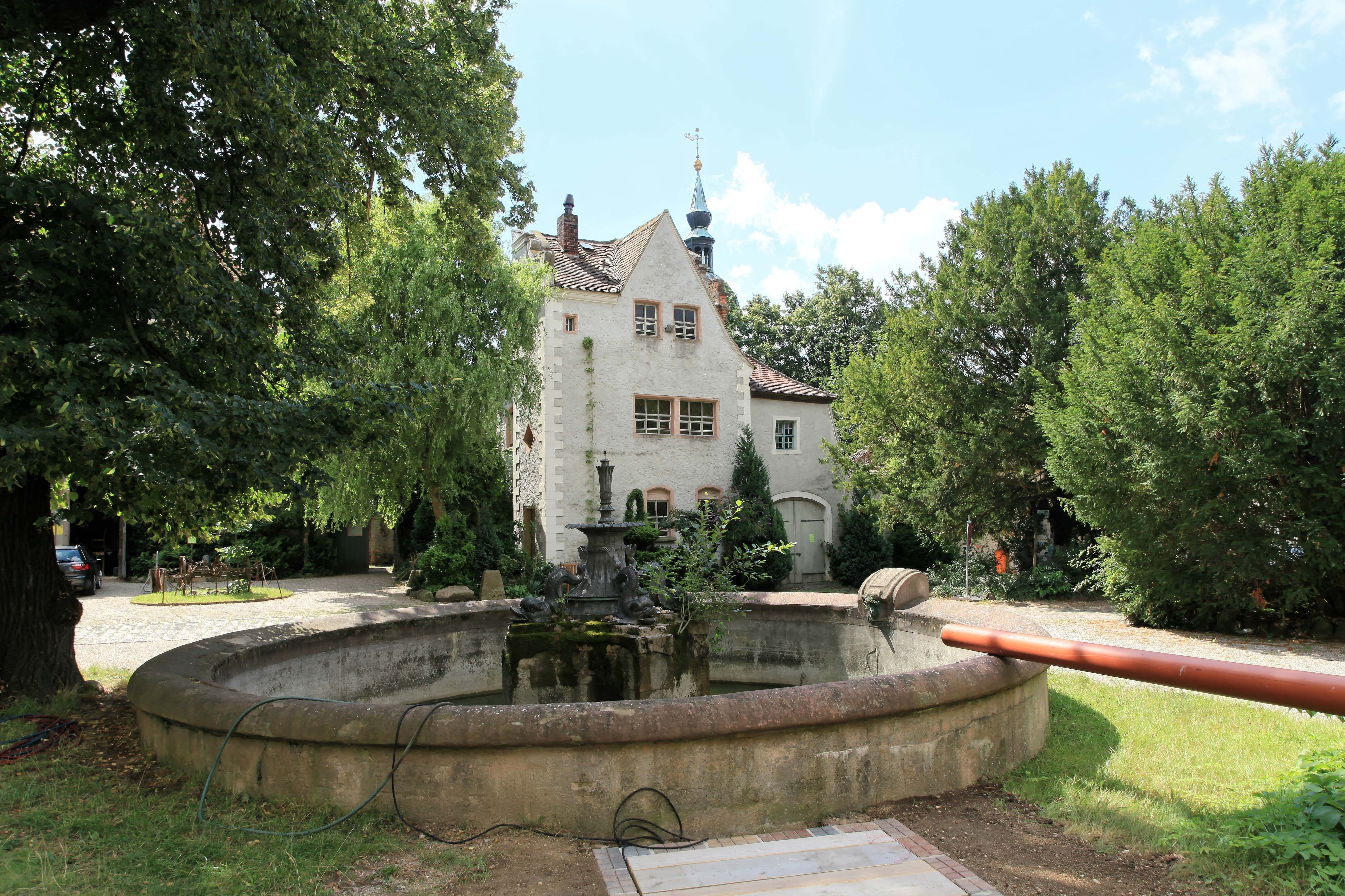
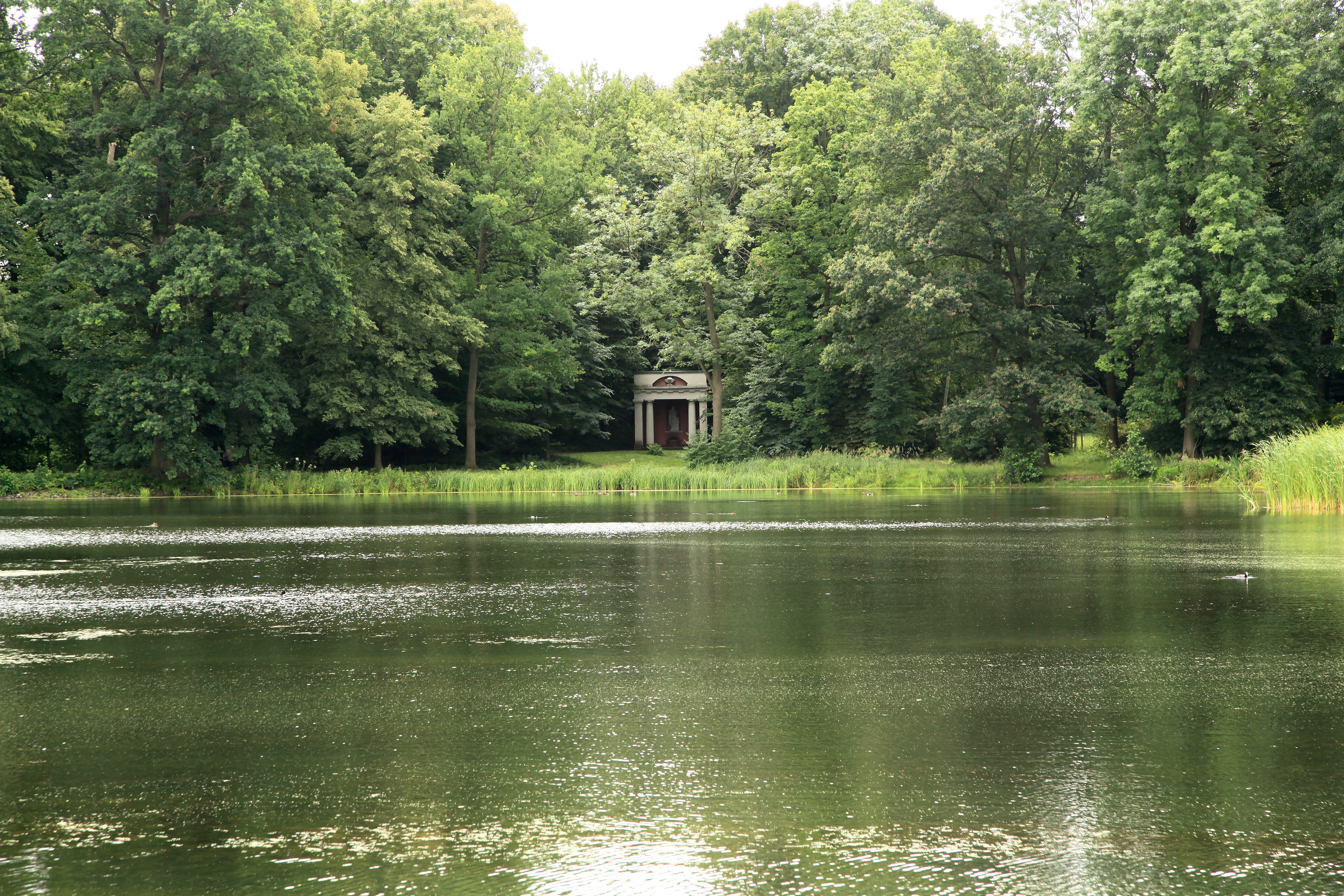
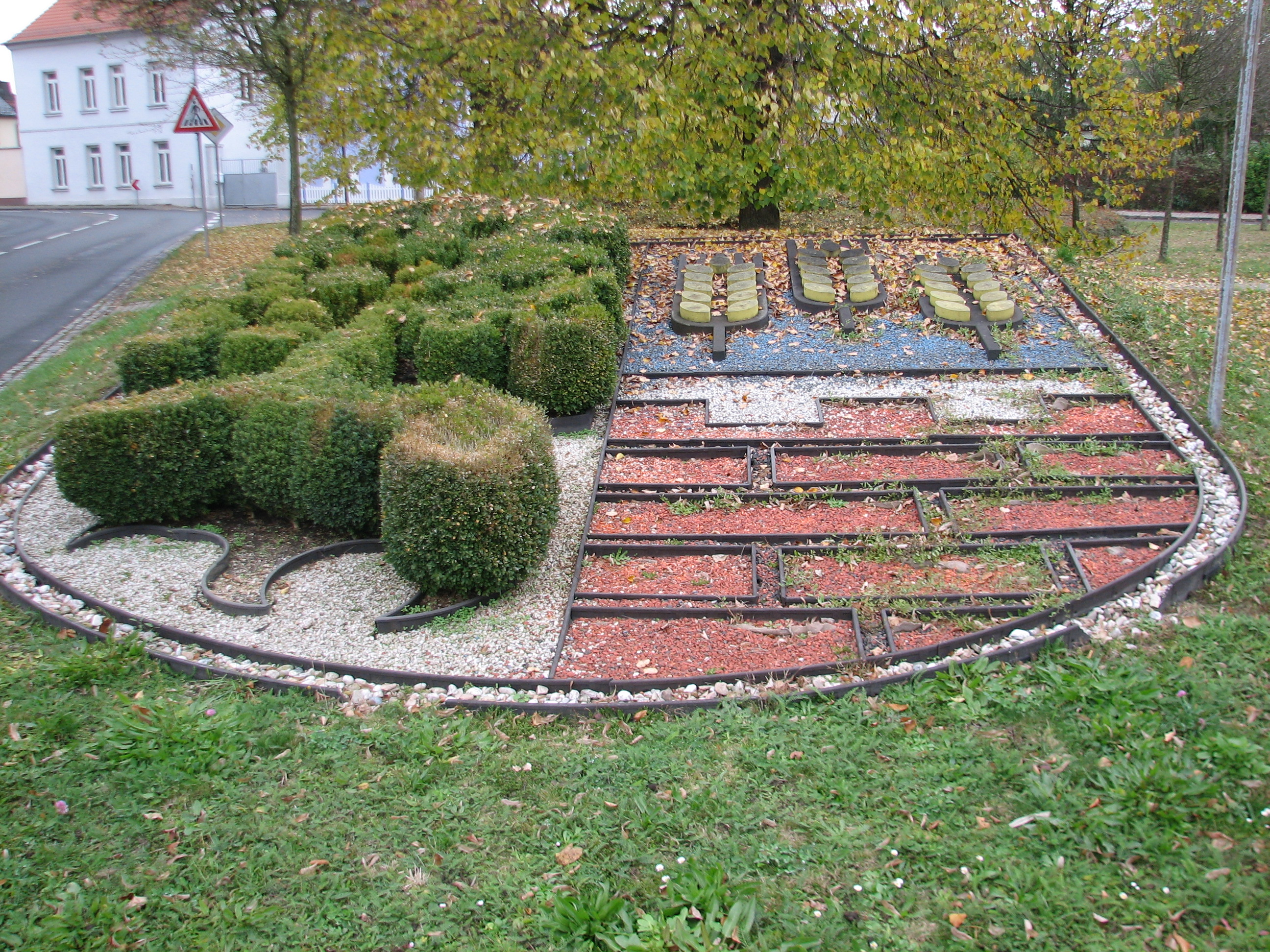

## Népesség
A település népességének változása:
| Lakosok száma | 6648 | 6727 | 6664 | 6760 | 6767 | 6756 |
|               | 2010 | 2017 | 2019 | 2021 | 2022 | 2023 |